# Emma Igelström
Emma Sofie Igelström, född 6 mars 1980 i Karlshamn, är en svensk simmare specialiserad på bröstsim. Under karriären vann hon bland annat 4 VM- och 13 EM-guld. Åren 2001–03 satte hon sju världsrekord på 50 och 100 meter bröstsim.

## Biografi
Emma Igelström var i början av 00-talet en av världens bästa bröstsimmare.
Igelström har tagit fyra VM-guld, ett VM-silver, tolv EM-guld, två EM-silver och tre EM-brons. Hennes mest framgångsrika år var 2002, då hon vid kortbane-VM i Moskva tog två individuella VM-guld samt ett i lagkapp och dessutom satte världsrekord i alla tre loppen. Emma Igelström var den första kvinnan någonsin som nådde under drömgränsen 30 sekunder på 50 meter bröstsim.
Hon beskriver själv i sin bok Simmar-Emma: Min kamp mot bulimin (2006) hur hon sedan ung ålder lidit av ätstörningar; under åtta års tid led hon av bulimi. Därför tog hon en time-out från simningen i mars 2004 för att ingå i en behandling på Löwenströmska sjukhuset i Upplands Väsby. Efter sjukdomen gjorde hon ett försök till come-back, men slutade helt sommaren 2005.
Igelström arbetar numera inom bankvärlden och ibland som expertkommentator för Radiosporten. Hon hade under tre års tid en chefsbefattning på SEB Jakobsberg. Våren 2009 var hon en av de tävlande i TV-programmet Mästarnas mästare samt en av de medverkande i Mästarnas mästares jubileumssäsong 2018.

## Klubbar
- Karlshamns SK
- Helsingborgs SS
- Spårvägen Simförening